# 荘野ジュリ
荘野 ジュリ（しょうの じゅり、1983年8月10日 - ）は、日本の女性歌手、作詞家。大阪府高槻市出身。2004年に1stマキシシングル『駅ニテ』でビクターエンタテインメントよりメジャーデビュー。歌詞の世界観とクオリティの高さが各本面より注目され、現在は作詞活動に専念している。

## ミュージックビデオ
| 監督     | 曲名                                                 |
| -------- | ---------------------------------------------------- |
| 池田一真 | 「金魚の私」                                         |
| 喜田夏記 | 「駅ニテ」「マーメイド」「カゲロウ」「サヨナラ少女」 |

## タイアップ
| 曲名         | タイアップ                                    |
| ------------ | --------------------------------------------- |
| うたかた     | 映画「予言」主題歌                            |
| 金魚の私     | NTV「映画天国 チネ☆パラ」オープニング・テーマ |
| ひととき     | TX系「サイコラッ！」オープニング・テーマ      |
| 笑いたかった | TBS系列COUNT DOWN TVエンディングテーマ        |

## 歌詞提供
- RUNA 「Liar Liar」

『週間USEN HIT J-POPランキング』注目曲に選出。週間USEN HIT J-POPランキング 
13位（A-26ch.）／週間USEN HIT J-POP/洋楽ランキング16位（A-51ch.）にランクイン。
- 9nine「絆」
- 柴咲コウ「濡れた羽根」（松井五郎と共作）
- SHOWTA.「ひとしずく」（森戸太陽との共作）
- 茉奈 佳奈「泣いて笑って」
- THE IDOLM@STER RADIO VOCAL MASTER「destiny」「Still Love」
- SunMin「Another wish」「still...」
- TianaXiao「KIZUNA」
- 山下智久「Loveless」
- 松下優也「Close to you」「Honesty」「声にならなくて」「Trust Me」「ふたり」「A Song For You」「Beauty & Beast」「2 of Us」「Naturally」「SEE YOU」
- 宮野真守「Steal!!」「Identity」
- THE IDOLM@STER CINDERELLA GIRLS for BEST5![メンバー 1]「キミのそばでずっと」（THE IDOLM@STER CINDERELLA MASTER Take me☆Take you収録）

### ユニットメンバー
1. ↑  島村卯月（大橋彩香）、高垣楓（早見沙織）、三船美優（原田彩楓）、森久保乃々（高橋花林）、依田芳乃（高田憂希）